# Paramonecphora modesta
Paramonecphora modesta är en insektsart som först beskrevs av William Lucas Distant 1878.  Paramonecphora modesta ingår i släktet Paramonecphora och familjen spottstritar. Inga underarter finns listade i Catalogue of Life.